# Mitrophrys mesia
Mitrophrys mesia là một loài bướm đêm trong họ Noctuidae.